# Reedsville (Wisconsin)
Reedsville – wieś w Stanach Zjednoczonych, w stanie Wisconsin, w hrabstwie Manitowoc.